# 卡珊娜·慧特克特
卡珊娜·慧特克特（英語：Cassandra Whitehead，1985年10月5日—），來自美国德克薩斯州的選美皇后，《全美超級模特兒新秀大賽第五季》參賽者，也是第一位自動退出的參賽者。
卡珊娜於2012年12月25日嫁給加拿大籍男演員史蒂芬·艾梅爾，二人的女兒在2013年出世。